# Kirkoswald Parish Church

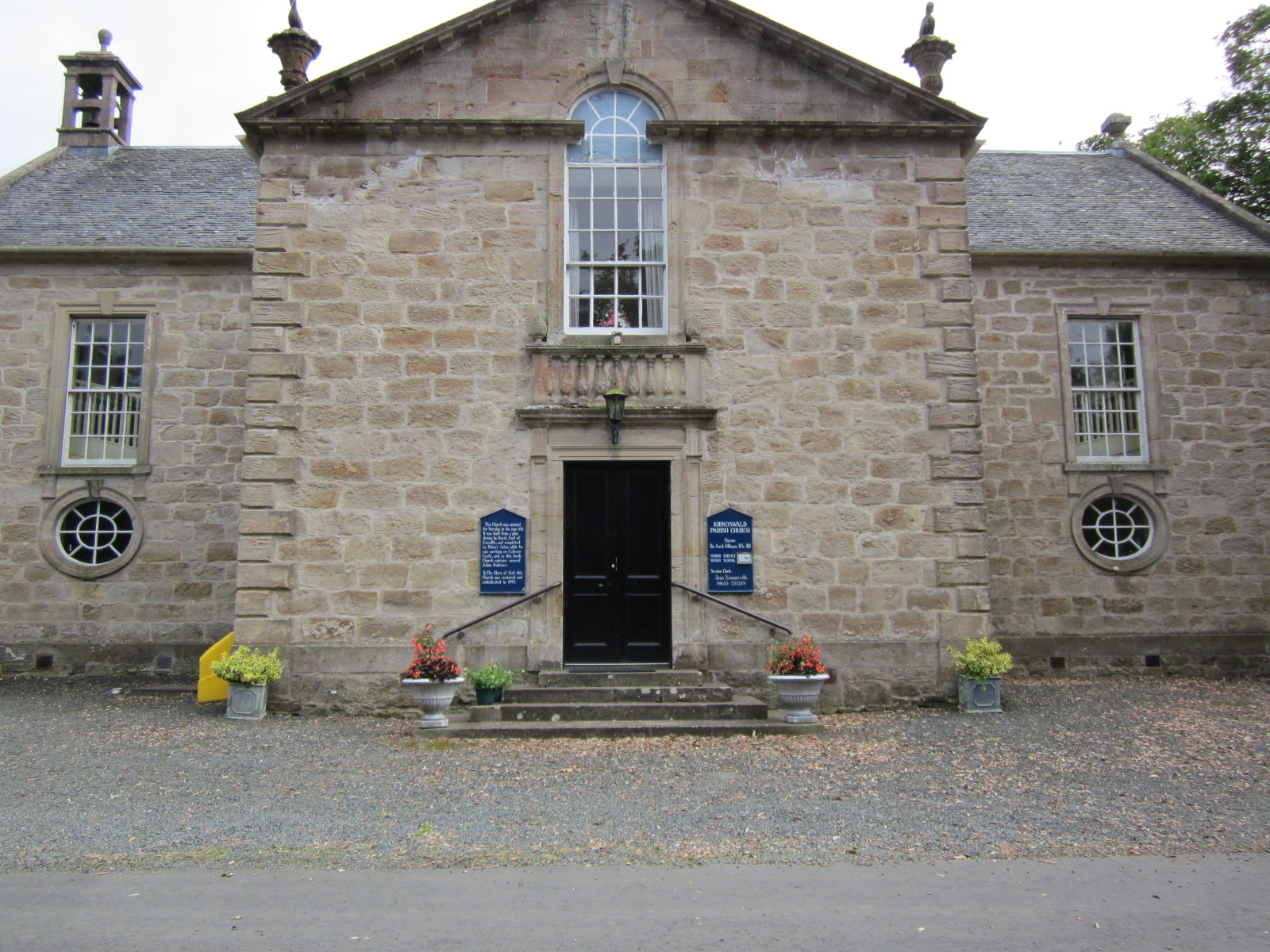
Kirkoswald Parish Church

Die Kirkoswald Parish Church ist ein Kirchengebäude der presbyterianischen Church of Scotland in der schottischen Ortschaft Kirkoswald in der Council Area South Ayrshire. 1971 wurde das Bauwerk in die schottischen Denkmallisten in der höchsten Denkmalkategorie A aufgenommen. Die Kirche ist noch als solche in Verwendung.

## Geschichte

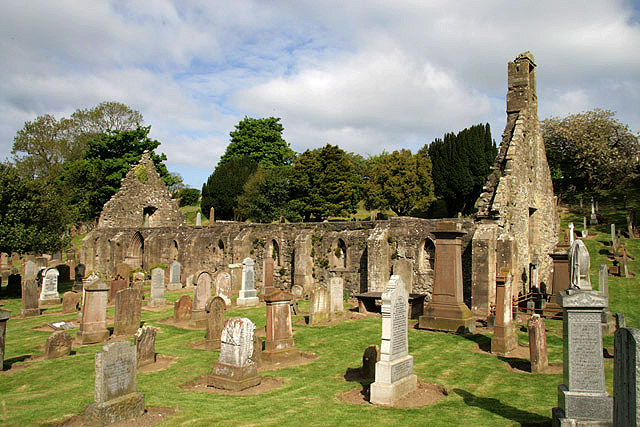
Kirkoswald Old Church

Die Kirchengeschichte an diesem Ort geht angeblich auf das Jahr 633 zurück, als der northumbrische König Oswald in der Nähe eine Schlacht focht. Zuvor verpflichtete er sich im Falle eines Sieges eine Kirche an diesem Ort zu errichten. Hiervon leitet sich auch der Name der Ortschaft Kirkoswald („Oswaldskirche“) ab. Falls dieses Gebäude jemals gebaut wurde, ist es bis heute vollständig verschwunden. Der Vorgängerbau der heutigen Kirche entstand um das Jahr 1200 und ist als Ruine auf dem Kirchhof rund 150 m nordwestlich zu finden.
Die Kirkoswald Parish Church entstand im Jahre 1677. Zur selben Zeit arbeitete der Architekt Robert Adam am nahegelegenen Culzean Castle. Auf Grund stilistischer Merkmale wird davon ausgegangen, dass Adam zumindest an der Gestaltung der Kirche mitwirkte. Es würde sich damit um den einzigen Kirchenbau Adams handeln.
Die Vorfahren des Schriftstellers Robert Burns liegen auf dem Kirchhof der alten Kirche begraben. Ebenso die realen Vorbilder verschiedener Figuren aus Burns’ Werken. Ob Burns selbst die Kirche je besuchte, ist nicht geklärt. Nach Ende des Zweiten Weltkriegs erhielt Dwight D. Eisenhower als Dank eine Wohnung in Culzean Castle. Eisenhower besuchte die Kirkoswald Parish Church mindestens zweimal. Einmal 1959, während seiner zweiten Amtsperiode als US-amerikanischer Präsident, und einmal 1963.
In Besitz der Kirchengemeinde befindet sich ein mittelalterliches Taufbecken, in dem angeblich Robert the Bruce getauft wurde. Zu dieser Zeit soll es in der nahegelegenen Crossraguel Abbey installiert gewesen sein. In den Wirren zu Zeiten Cromwells soll es an diesen Ort verbracht worden sein. Einst erwarb ein Robert-the-Bruce-Enthusiast das Becken. In seinem Testament verfügte er jedoch, dass es an seinen Standort In Kirkoswald zurückverbracht werden sollte. Dies geschah nach seinem Ableben im Jahre 1938.